# Frederic Tuten

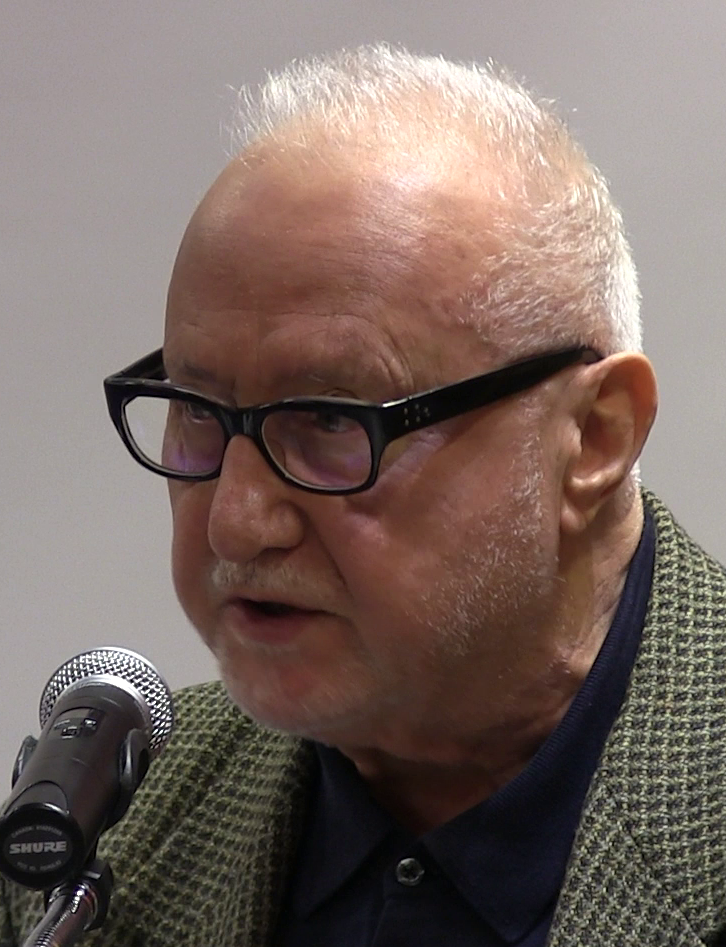
Frederic Tuten

Frederic Tuten (* 2. Dezember 1936 in Bronx, New York City) ist ein US-amerikanischer Schriftsteller und Drehbuchautor.

## Leben und Werk
Frederic Tuten wuchs in der Bronx auf, versuchte sich kurz als Künstler und erwarb den Ph.D. in amerikanischer Literatur des 19. Jahrhunderts an der New York University. Er reiste durch Süd- und Mittelamerika und studierte präkolumbianische Kunst an der Universität von Mexiko.
1971 veröffentlichte er seinen ersten Roman The Adventures of Mao on the Long March, ein experimentelles Werk über den Langen Marsch und einem fiktiven Interview mit Mao Zedong. Auch in zwei späteren Romanen beschäftigte er sich mit historischen Persönlichkeiten, Jean Lambert Tallien (1988) und Vincent van Gogh (1997).
1981 verfasste er zusammen mit dem Regisseur Andrzej Żuławski das Drehbuch zu dessen Film Possession.
1993 erschien Tintin in the New World. In diesem Roman treffen Hergés Tim, Struppi und Kapitän Haddock in einem Hotel bei Machu Picchu auf Mynheer Peeperkorn, Naphta, Settembrini und Clawdia Chauchat, Figuren aus Thomas Manns Der Zauberberg, wobei die Comicfigur Tim eine ähnliche Rolle einnimmt wie Hans Castorp.
Neben den Romanen schrieb er auch Kurzgeschichten und Essays zu hauptsächlich künstlerischen Themen.
Er war mit dem Künstler Roy Lichtenstein befreundet, der für ihn die Titelbilder zu den Romanen The Adventures of Mao on the Long March und Tintin in the New World schuf.

## Romane
- The Adventures of Mao on the Long March, 1971
- Tallien. A Brief Romance, 1988
  - dt.: Tallien. Ein Roman, 1995, ISBN 3-250-10274-1
- Tintin in the New World, 1993
  - dt.: Tim und Struppi in der neuen Welt, 1994, ISBN 3-250-10231-8
- Van Gogh’s Bad Café, 1997
- The Green Hour, 2002
- My Young Life. A Novel, 2019

## Kurzprosa
- Self Portraits: Fictions, 2010
- The Bar at Twilight. Stories, 2022